# Dezső Ránki
Dezső Ránki (Budapest, 8 de septiembre de 1951) es un pianista húngaro.
Nacido en Budapest empieza a tomar lecciones de piano en la Academia de Música de Budapest a la edad de ocho años. Cuándo tiene trece años se matricula en el Conservatorio de Budapest y es alumno de Klára Máthé. Posteriormente estudió en la Academia de Música Ferenc Liszt, con sus mentores Pál Kadosa y Ferenc Rados. Entre sus compañeros de clase están los renombrados pianistas András Schiff y Zoltán Kocsis. Posteriormente Ránki ganó el primer premio en la Internacional Schumann Competition, en Zwickau.
Ránki ha tenido una importante carrera internacional tocando en Europa, Escandinavia, los países de la antigua Unión Soviética, los EE. UU. y Japón. Ha tocado con la Orquesta Filarmónica de Berlín, la Orquesta Filarmónica de Londres, la Orquesta del Concertgebouw (Ámsterdam), la Orquesta Nacional de Francia bajo directores como Sir Georg Solti, Sándor Végh, Lorin Maazel y Zubin Mehta. Le ha sido otorgado dos veces el Premio Kossuth, el premio cultural más prestigioso en Hungría.
Desde 1985, Ránki actúa frecuentemente en recitales de dúo con su mujer Editan Klukon. Tienen un hijo, Fülöp Ránki, que también es pianista.

## Premios
- 1972 Grand Prix du Disque
- 1973 Liszt Prize
- 1978 Kossuth Prize
- 1982 Art Prize of City of Budapest
- 1984 Merited Artist
- 1988 Bartók-Pásztory Award
- 1990 Excellent Artist
- 2005 Prima Primissima Award
- 2006 Bartók Memorial Award (Herend)
- 2007 For Hungarian Art
- 2008 Kossuth Prize